# Referéndum sobre la Ley Pública 81-600 de Puerto Rico
Un referéndum sobre la Ley Pública 81-600 de Estados Unidos, otorgando un mejor gobierno autónomo, tuvo lugar en Puerto Rico el 4 de junio de 1951. Fue aprobado por el 76.45% de los electores.

## Resultados
| Opción                | Votos   | %    |
| --------------------- | ------- | ---- |
| A favor               | 387 016 | 76,5 |
| En contra             | 119 169 | 23,5 |
| Votos en blanco/nulos | 269 815 |      |
| Total                 | 776 000 | 100  |
| Fuente: Nohlen        |         |      |